# Euloxio R. Ruibal
Euloxio R. Ruibal (Ordes, la Corunya, 1945) és un escriptor i galerista gallec.
Escriu obres de teatre que sónparàboles contra la violència i l'opressió en les quals sovint recorre a la tècnica del llenguatge cinematogràfic, com en la titulada O cabodano (1976). Un dels seus temes preferits és la sàtira sobre la corrupció del poder, que en obres com Unha macana de dote (1990) se centra en la figura de l'indiano retornat.